# Козловське сільське поселення (Атяшевський район)
Козло́вське сільське поселення (рос. Козловское сельское поселение) — муніципальне утворення у складі Атяшевського району Мордовії, Росія. Адміністративний центр — село Козловка.

## Історія
Станом на 2002 рік існували Андрієвська сільська рада (село Андрієвка), Вежне-Чукальська сільська рада (села Низовка, Чукали-на-Вежні, присілок Михайловка, селища Дружний, Ліга), Каменська сільська рада (села Каменка, Керамсурка, присілок Єлхі), Козловська сільська рада (села Козловка, Пілесево, присілки Санеєвка, Федоровка), Наборно-Сиресівська сільська рада (Наборні Сиресі, присілок Чукали-на-Нуї) та Покровська сільська рада (села Знаменське, Покровське, присілок Старе Баєво).
26 травня 2014 року було ліквідовано Наборно-Сиресівське сільське поселення, його територія увійшла до складу Козловського сільського поселення.
24 квітня 2019 року було ліквідовано Андрієвське сільське поселення, Вежне-Чукальське сільське поселення, Каменське сільське поселення та Покровське сільське поселення, їхні території увійшли до складу Козловського сільського поселення.

## Населення
Населення — 1644 особи (2019, 2308 у 2010, 3081 у 2002).

## Склад
До складу поселення входять такі населені пункти:
| Населений пункт         | Населення, осіб (2002) | Населення, осіб (2010) |
| ----------------------- | ---------------------- | ---------------------- |
| Андрієвка, село         | 439                    | 335                    |
| Дружний, селище         | 0                      | -                      |
| Єлхи, присілок          | 60                     | 52                     |
| Знаменське, село        | 95                     | 72                     |
| Каменка, село           | 300                    | 253                    |
| Керамсурка, село        | 87                     | 55                     |
| Козловка, село          | 503                    | 413                    |
| Ліга, селище            | 18                     | 6                      |
| Михайловка, присілок    | 24                     | 19                     |
| Наборні Сиресі, село    | 309                    | 207                    |
| Низовка, село           | 258                    | 215                    |
| Пілесево, село          | 259                    | 209                    |
| Покровське, село        | 132                    | 107                    |
| Санеєвка, присілок      | 71                     | 43                     |
| Старе Баєво, присілок   | 114                    | 82                     |
| Федоровка, присілок     | 2                      | 2                      |
| Чукали-на-Вежні, село   | 282                    | 188                    |
| Чукали-на-Нуї, присілок | 98                     | 50                     |